# Eudorella sordida
Eudorella sordida is een zeekommasoort uit de familie van de Leuconidae. De wetenschappelijke naam van de soort is voor het eerst geldig gepubliceerd in 1907 door Zimmer.